# Liste der Kulturdenkmäler in Buch (Taunus)
In der Liste der Kulturdenkmäler in Buch sind alle Kulturdenkmäler der rheinland-pfälzischen Ortsgemeinde Buch aufgeführt. Grundlage ist die Denkmalliste des Landes Rheinland-Pfalz (Stand: 8. Dezember 2023).

## Einzeldenkmäler
| Bezeichnung         | Lage                          | Baujahr         | Beschreibung | Bild            |
| ------------------- | ----------------------------- | --------------- | --- | --------------- |
| Wohnhaus            | Hauptstraße 2 Lage            | 17. Jahrhundert | Fachwerkhaus, wohl noch aus dem 17. Jahrhundert; Gesamtanlage mit Fachwerkscheune, teilweise massiv, 19. Jahrhundert        | BW              |
| Evangelische Kirche | Hauptstraße 17 Lage           |                 | romanischer Westturm, Schiff und Chor wohl ebenfalls romanisch, Mitte des 18. Jahrhunderts barock überformt                 | BW              |
| Brunnen             | Rathausstraße, vor Nr. 1 Lage |                 | Brunnenbecken nach Vorbild antiker Kastensarkophage                                                                         | Fotos hochladen |
| Mühle               | Sauerbornsweg 10 Lage         | 18. Jahrhundert | ehemalige Mühle; Fachwerkhaus, teilweise Bruchstein, 18. Jahrhundert, Radkammer mit Mühlrad, Fachwerkschuppen; Gesamtanlage | BW              |